# Савченко Георгій Кузьмич
Георгій Кузьмич (Косьмич) Савченко (січень 1901, місто Санкт-Петербург, тепер Російська Федерація — розстріляний 28 жовтня 1941, селище Барбиш біля міста Куйбишева, тепер у складі міста Самари, Російська Федерація) — радянський військовий діяч, начальник Артилерійського управління РСЧА, заступник начальника Головного артилерійського управління РСЧА по політичній частині, генерал-майор артилерії. Кандидат у члени ЦК ВКП(б) у 1939—1941 роках.

## Життєпис
Народився в родині російського селянина Кузьми Савченка, який займався революційною діяльністю і став згодом радянським партійним і господарським діячем, Героєм Праці.
У Червоній армії з березня 1920 року. У 1923 році закінчив 2-у Московську артилерійську школу. 
З грудня 1923 року — командир взводу артилерійської школи молодшого командного складу 4-ї стрілецької дивізії.
Член РКП(б) з 1925 року.
У 1927 році закінчив факультет постачання Військової академії РСЧА імені Фрунзе.
З 1927 по 1928 рік стажувався при 2-му відділу Штабу РСЧА.
У липні 1928 — лютому 1929 року — помічник начальника фінансово-планового відділу управління постачання Московського військового округу.
У лютому 1929 — 1930 року — у розпорядженні Головного управління РСЧА.
У листопаді 1930 — січні 1931 року — начальник мобілізаційного-планової частини уповноваженого Народного комісаріату по військових і морських справ СРСР при Народному комісаріаті торгівлі СРСР.
У січні 1931 — червні 1932 року — начальник 10-го відділу Артилерійського управління РСЧА.
У червні 1932 — липні 1936 року — заступник начальника штабу Артилерійського управління РСЧА; в розпорядженні Головного управління РСЧА.
У липні 1936 — травні 1937 року — заступник начальника мобілізаційно-планового відділу Головного управління озброєння і технічного постачання РСЧА.
У травні 1937 — січні 1939 року — військовий комісар Артилерійського управління РСЧА. 7 жовтня 1938 року затверджений членом Військової ради при народному комісарові оборони СРСР.
У січні 1939 — липні 1940 року — начальник Артилерійського управління РСЧА. З вересня 1939 по липень 1940 року був членом Головної військової ради РСЧА.
У липні 1940 — червні 1941 року — заступник начальника Головного артилерійського управління РСЧА по політичній частині.
19 червня 1941 заарештований органами державної безпеки СРСР. 28 жовтня 1941 року в селищі Барбиш поблизу міста Куйбишева разом з ще 19 людьми Георгій Савченко був розстріляний без суду за особистою вказівкою Лаврентія Берії.
Посмертно реабілітований 11 квітня 1954 року.

## Військове звання
- полковник
- комбриг (22.02.1938)
- комдив (9.02.1939)
- генерал-майор артилерії (4.06.1940)

## Нагороди
- орден Леніна (14.06.1940)
- орден Червоного Прапора (22.02.1938)
- медаль «XX років Робітничо-Селянській Червоній Армії» (1938)